# Manufaktura Gobelins
Manufaktura Gobelins (francosko Manufacture des Gobelins) je zgodovinska tovarna tapiserij v Parizu v Franciji. Stoji na naslovu 42 avenue des Gobelins, blizu podzemne postaje Les Gobelins v 13. okrožju Pariza. Družina Gobelin jo je ustanovila na tem mestu kot srednjeveško barvarno.

## Pregled
Najbolj znana je kot kraljeva tovarna, ki je oskrbovala dvor francoskih monarhov od Ludvika XIV., zdaj pa jo upravlja Administration générale du Mobilier national et des Manufactures nationales de tapis et tapisseries francoskega ministrstva za kulturo. Tovarna je odprta za vodene oglede popoldan večkrat na teden po dogovoru, pa tudi za naključne obiske vsak dan razen ob ponedeljkih in nekaterih posebnih praznikih. Galerie des Gobelins je namenjena začasnim razstavam tapiserij iz francoskih manufaktur in pohištva iz Mobilier National, ki ga je leta 1937 v vrtovih zgradil Auguste Perret.

## Zgodovina
Gobelini so bili barvarska družina, ki se je sredi 15. stoletja naselila v Faubourg Saint-Marcel v Parizu na bregovih reke Bièvre.

### Delavnica Comans-La Planche
Leta 1602 je Henrik IV. Francoski najel tovarniški prostor od Gobelinov za svoja flamska izdelovalca tapiserij, Marca de Comansa in Françoisa de la Plancheta, na sedanji lokaciji Manufakture Gobelins ob reki Bièvre. Leta 1629 sta njuna sinova Charles de Comans in Raphaël de la Planche prevzela očetove delavnice za tapiserije, leta 1633 pa je Charles postal vodja Manufakture Gobelins. Njuno partnerstvo se je končalo okoli leta 1650 in delavnice so bile razdeljene na dve. Tapiserije iz tega zgodnjega, flamskega obdobja včasih imenujemo predgobelini.

### Colbert in Le Brun
Leta 1662 je dela v Faubourg Saint Marcel s pripadajočim zemljiščem kupil Jean-Baptiste Colbert v imenu Ludvika XIV. in jih spremenil v splošno tovarno za oblazinjenje, v kateri so izdelovali tako tapiserije kot vse vrste pohištva, pod vodstvom dvornega slikarja Charlesa Le Bruna, ki je med leti 1663–1690 služil kot direktor in glavni oblikovalec. Zaradi finančnih težav Ludvika XIV. je bila ustanova leta 1694 zaprta, a leta 1697 ponovno odprta za izdelavo tapiserij, predvsem za kraljevo uporabo. Do francoske revolucije je tekmovala z manufakturo tapiserij iz  Beauvaisa, ko je bilo delo v tovarni prekinjeno.
Tovarna je bila oživljena med burbonsko obnovo in leta 1826 je bila proizvodnji tapiserij dodana proizvodnja preprog. Leta 1871 je bila stavba med pariško komuno delno požgana.
Tovarna še danes deluje kot državni zavod.

## Zgodovinska lokacija
Danes je tovarna sestavljena iz sklopa štirih nepravilnih stavb iz 17. stoletja in stavbe na aveniji des Gobelins, ki jo je leta 1912 po požaru leta 1871 zgradil Jean-Camille Formigé. Vsebujejo Le Brunovo rezidenco in delavnice, ki so služile kot livarne za večino bronastih kipov v versajskem parku, pa tudi statve, na katerih so tkane tapiserije po tehnikah iz 17. stoletja.
Gobelins še vedno izdeluje omejeno količino tapiserij za dekoracijo francoskih vladnih institucij s sodobnimi temami.

## Povezava s Fulhamom
Podružnica manufakture je bila ustanovljena v Londonu verjetno v začetku 18. stoletja na območju, ki je danes Fulham High Street. Zdi se, da ga je okoli leta 1753 prevzel duhovnik in pustolovec Pierre Parisot, a so ga zaprli le nekaj let pozneje.

## Galerija
- Tapiserija Konstantinova smrt (ena v nizu) po Rubensovem načrtu, ki sta jo izdelala Filippe Maëcht in Hans Taye v delavnici Comans-La Planche, 1623–1625.
- Tapiserija, približno 1680, v Musée Nissim de Camondo v Parizu.
- La sortie de l'Ambassadur Turc du Jardin des Tuileries (veleposlaništvo Osmanskega cesarstva Mehemeta Efendija), Atelier Lefebvre et Mommerqué, Gobelini, 1734–1737.
- Ludvik XIV obišče Gobelins s Colbertom, 15. oktober 1667. Tapiserija iz serije "Histoire du roi", ki jo je oblikoval Charles Le Brun in je bila tkana med letoma 1667 in 1672.
- Portret Ludvika XVI. (1745–93). Tapiserija proizvaja Gobelins Manufactory.
- Tapiserija v Panteonu, Pariz.
- Statve "visoke osnove" (haute lisse).
- Statve z nizko osnovo (basse lisse), ki se uporabljajo za manjše kose.